# Dudley Docker
Frank Dudley Docker CB (Smethwick, Staffordshire, 26 de Agosto de 1862 – Amersham, Buckinghamshire, 8 de Julho de 1944), conhecido como Dudley Docker, foi um empresário e financeiro inglês. Também foi jogador de críquete no Derbyshire County Cricket Club em 1881 e 1882.